# Anemometr

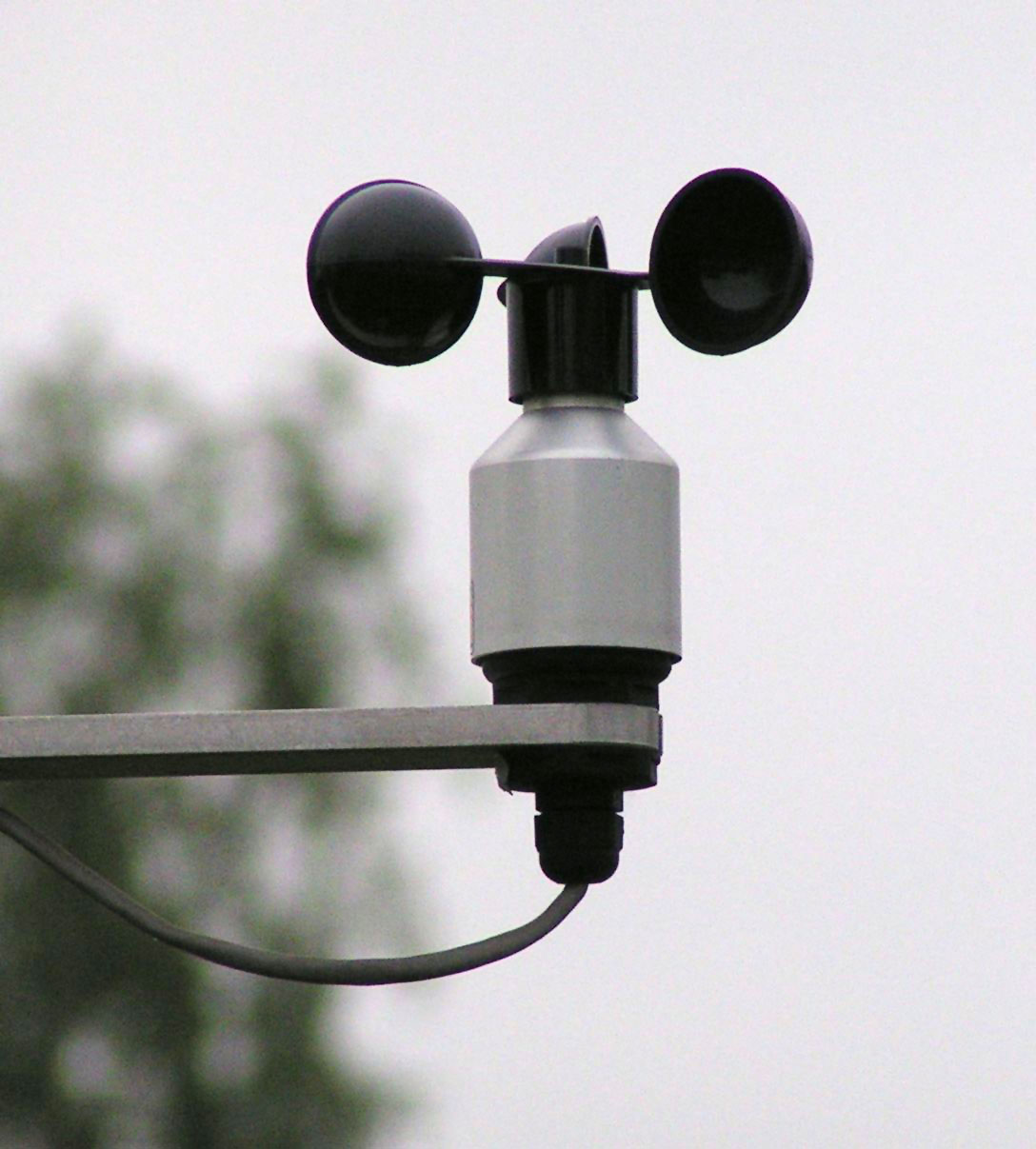
Miskový anemometr

Anemometr (z řeckého anemos = vítr) neboli větroměr je přístroj pro měření rychlosti proudění anebo rychlosti a směru proudění. V meteorologii se používají anemometry k měření rychlosti větru anebo rychlosti a směru větru. Rychlost větru se standardně měří v 10 metrech nad zemí.

## Typy anemometrů
K měření rychlosti větru bylo vyvinuto mnoho způsobů a přístrojů pracujících na různých principech.

### Mechanické anemometry
Energie větru se přenáší na konstrukci, kterou vítr otáčí, rotuje či vychyluje z ustálené polohy. Mezi mechanické anemometry patří miskové anemometry (Robinsonův kříž), lopatkové anemometry, anemometry s výkyvnou deskou (Wildova korouhev, Dalozův kyvadlový anemometr).

### Aerodynamické anemometry
Tlak proudícího vzduchu je přenášen a porovnáván s tlakem statickým .

### Zchlazovací/termické anemometry
Čidlo tvořené drátkem („hot wire“) je vystaveno zchlazujícímu účinku větru, přičemž můžeme určit rychlost zchlazování nebo energii potřebnou k náhradě (kompenzaci) odejmuté energie. Z obojího lze vyvodit rychlost větru (nikoli však směr).

### Značkovací anemometry
Pomocí tepelného a chemického značkování se určuje rychlost, ale i směr větru.

### Akustické anemometry
Akustické anemometry měří nebo odvozují rychlost, ale i směr větru, ze změn šíření zvuku v atmosféře.

### Ostatní anemometry
K dispozici jsou dnes i anemometry – windprofilery – založené na Dopplerově principu, takto lze rychlost větru odhadovat pomocí meteorologických radarů.

## Registrační anemometry
Registrační anemometry jsou nazývány anemografy.